# Landeslehrpreis Baden-Württemberg
Der Landeslehrpreis Baden-Württemberg ist ein Hochschulpreis des Landes Baden-Württemberg für besondere Leistungen in der Lehre.
Der Landeslehrpreis wird seit 1993 in jährlichem Turnus durch das Ministerium für Wissenschaft, Forschung und Kunst Baden-Württemberg verliehen. Der Preis wird für jede Hochschulart (Universitäten seit 1993, Pädagogische Hochschulen seit 1995, Fachhochschulen seit 1996, Duale Hochschule seit 2003, Kunst- und Musikhochschulen seit 2009) verliehen. Die Preissumme beträgt pro Preisträger und Hochschule jeweils 50.000 Euro. Über die Vergabe entscheidet eine Jury aus unabhängigen Experten, ehemaligen Preisträgern und Studierenden.
Seit 2013 wird der Landeslehrpreis im Wechsel mit dem Landesforschungspreis alle zwei Jahre verliehen.